# Macrobiotus siamensis
Macrobiotus siamensis är en djurart som tillhör fylumet trögkrypare, och som beskrevs av Denis Tumanov 2006. Macrobiotus siamensis ingår i släktet Macrobiotus och familjen Macrobiotidae. Inga underarter finns listade i Catalogue of Life.